# کینگ اودو
پادشاه اودو (انگلیسی: King Udoh؛ زادهٔ ۵ سپتامبر ۱۹۹۷) بازیکن فوتبال اهل ایتالیا است.
از باشگاه‌هایی که در آن بازی کرده‌است می‌توان به باشگاه فوتبال یوونتوس اشاره کرد.